# Ichinomiya (Chiba)
Pour les articles homonymes, voir Ichinomiya (homonymie).
Ichinomiya (一宮町, Ichinomiya-machi) est un bourg du district de Chōsei, dans la préfecture de Chiba, au Japon.

## Géographie

### Démographie
Au 1er décembre 2013, la population d'Ichinomiya s'élevait à 11 878 habitants répartis sur une superficie de 23,02 km2.

### Topographie
La côte à l'est de la ville d'Ichinomiya, qui borde l'océan Pacifique, est appelée côte de Tsurigasaki (釣ヶ崎海岸, Tsurigasaki kaigan). Elle est au sud de la plage de Kujūkuri et accueillera les épreuves de surf des Jeux olympiques d'été de 2020.[Passage à actualiser]